# Henri Schumacher
Henri Georges Schumacher (Sprockhövel, 17 november 1790 - Brussel, 15 april 1856) was een Belgisch volksvertegenwoordiger.

## Levensloop
Schumacher was een zoon van Gaspard Schumacher en van Wilhelmina Mittelste-Berghaus. Hij trouwde met Elise Belleroche. Duitser bij geboorte, werd hij in 1831 tot Belg genaturaliseerd.
Hij was gemeenteraadslid van Brussel van 1834 tot 1848 en provincieraadslid van 1836 tot 1848.
In 1848 werd hij liberaal volksvertegenwoordiger voor het arrondissement Brussel en vervulde dit mandaat tot in 1850.
Hij was directeur van de vennootschap Schumacher en Compagnie, bank en fabrieken. Van 1849 tot aan zijn dood was hij directeur-bestuurder van de Société Générale.
Hij was verder:
- bestuurder van de Manufacture royale de Tapis (Doornik),
- bestuurder van de Compagnie d'Assurances Générales contre les riques d'incendie (AG),
- bestuurder van de Compagnie d'Assurances Générales sur la Vie,
- bestuurder Chemin de Fer de Dendre-er-Waes,
- bestuurder Chemin de Fer de Morialmé à Châtelineau,
- bestuurder Hauts Fourneaux de Châtelineau,
- lid van de discontokantoor van de Nationale Bank in Brussel.